# Julków (Łódź)
Pour les articles homonymes, voir Julków.
Julków est une localité polonaise de la gmina et du powiat de Skierniewice en voïvodie de Łódź.